# John Franklin

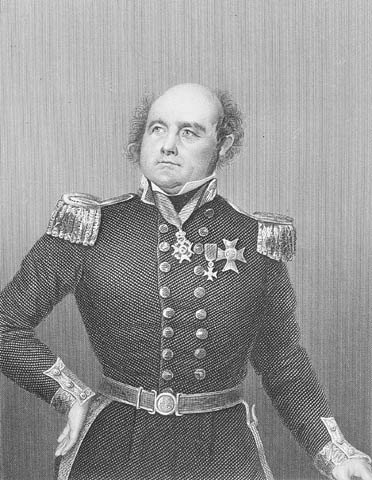
John Franklin, 1828

Sir John Franklin (* 16. April 1786 in Spilsby, Lincolnshire; † 11. Juni 1847 vor der King-William-Insel in der kanadischen Arktis) war ein britischer Konteradmiral, Polarforscher und Lieutenant governor von Van-Diemens-Land (dem heutigen Tasmanien).

## Leben
John Franklin wurde am 16. April 1786 in Spilsby, Lincolnshire als neuntes von zwölf Kindern des Ehepaares Willingham und Hanah Weekes Franklin geboren. Eine seiner Schwestern war die Mutter von Emily Tennyson, der Frau des Dichters Alfred Tennyson.
Mit 14 Jahren entschied sich Franklin für eine Karriere als Seefahrer und nahm 1801 an der Schlacht von Kopenhagen und 1805 an der Schlacht von Trafalgar teil. Während letzterer diente er an Bord der HMS Bellerophon. Ein Onkel Franklins war Kapitän Matthew Flinders, mit dem er von 1801 bis 1803 Australien umsegelte. 1814 nahm Franklin an der Schlacht von New Orleans teil.

### Polarexpeditionen 1818–1827
Seine erste Polarexpedition, die seine Faszination für diese Region begründete, erlebte Franklin 1818 unter der Leitung von David Buchan.
Während einer verheerend verlaufenden Expedition 1819–1822 von der Hudson Bay zur Mündung des Coppermine River und zur Kent-Halbinsel im Nordwesten Kanadas waren Franklin und seine Mannschaft gezwungen, Flechten und Ähnliches zu essen, um zu überleben. Sie versuchten sogar, ihre Lederstiefel zu verzehren, was Franklin den Spitznamen „der Mann, der seine Schuhe aß“ eintrug. Franklin verlor auf dieser Expedition neun seiner 19 Begleiter. Nach Großbritannien zurückgekehrt, heiratete er 1823 die Dichterin Eleanor Anne Porden und verfasste den Expeditionsbericht zu seiner zurückliegenden Reise, was ihm zu einer gewissen Bekanntheit und Popularität verhalf.
Eleanor Franklin starb bereits 1825. Kurz zuvor hatte sie Franklin ermutigt, trotz ihres schlechten Gesundheitszustandes zu einer erneuten Expedition nach Nordwestkanada und Alaska aufzubrechen. Im Verlauf der bis 1827 andauernden Expedition erforschte Franklin zunächst die Küste zwischen den Mündungen von Mackenzie River (die er als zweiter Europäer nach Alexander MacKenzie 1789 erreichte) und Coppermine River, dann nach zwischenzeitlicher Rückkehr zum Großen Bärensee die Küste westlich der Mackenzie-Mündung bis fast zur Mündung des Colville River.
1828 heiratete Franklin Jane Griffin, eine Freundin seiner ersten Frau. Am 29. April 1829 wurde er von König Georg IV. als Knight Bachelor in den Adelsstand erhoben.

### Gouverneur von Van-Diemens-Land
1836 ernannte man Franklin zum Lieutenant governor von Van-Diemens-Land sowie zum Knight Commander des Royal Guelphic Order. Als ein der Aufklärung und den Wissenschaften verpflichteter Mensch sorgte er nach kurzer Zeit für Veränderungen. So gründete er dort eine Messstation zur Messung der Schwankungen des Erdmagnetismus. Auch versuchte er zusammen mit seiner Frau das kulturelle Leben vor Ort durch wissenschaftliche Lesungen und Exkursionen zu bereichern. Sowohl Dumont d’Urville als auch James Clark Ross machten während ihrer Antarktisexpeditionen in Hobart Station und tauschten sich intensiv mit Franklin zu den bisherigen Ergebnissen ihrer Forschungsreisen aus. Franklins weltoffene und humanistische Geisteshaltung führte jedoch auch innerhalb der dortigen Kolonie zu Konflikten, die 1843 in seiner Abberufung mündeten.

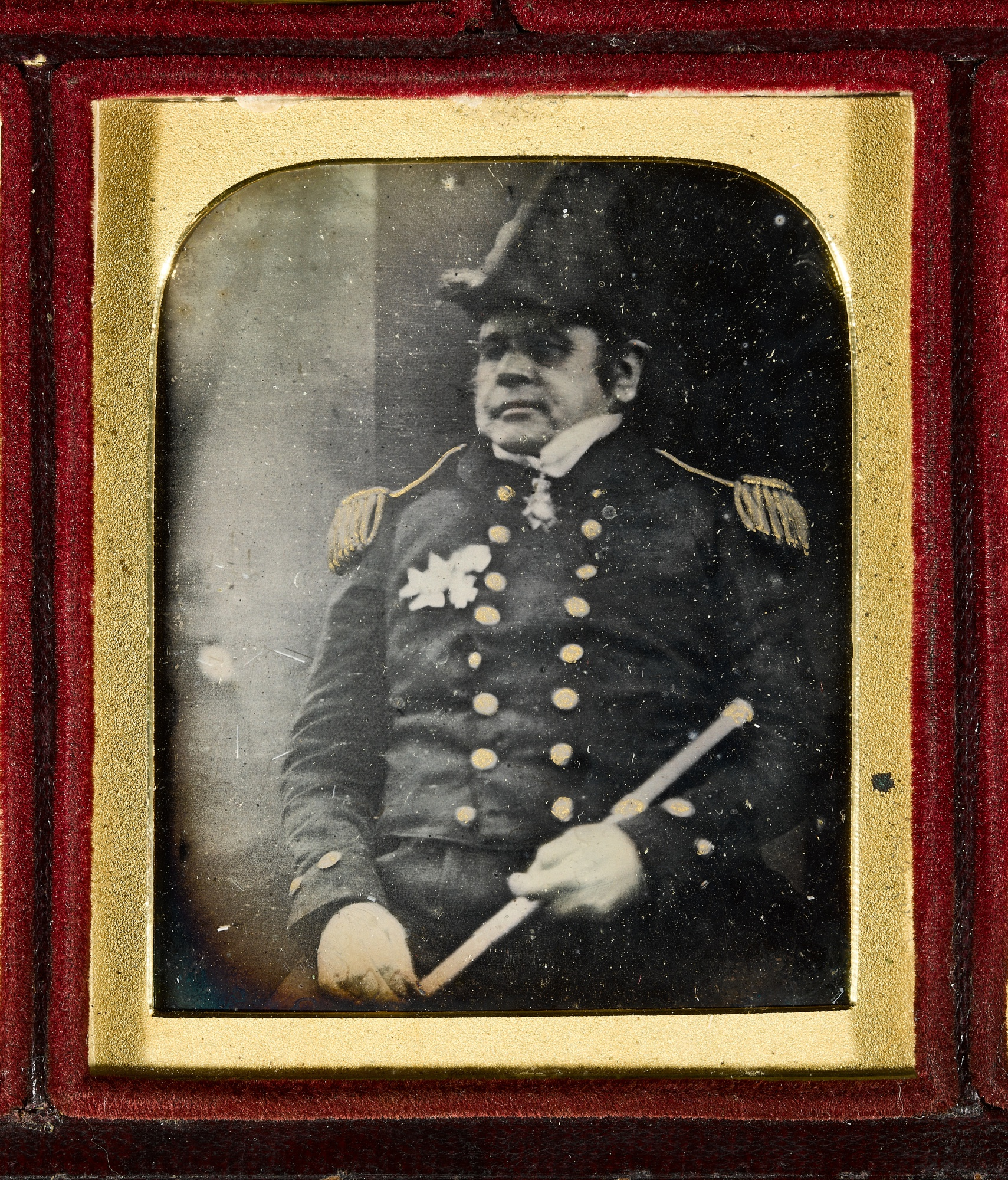
Franklin vor Antritt der Expedition 1845–1848 (Daguerreotypie von Richard Beard, 62 × 76 mm, Scott Polar Research Institute, University of Cambridge)

### Die letzte Expedition
Im Alter von fast 60 Jahren entschied sich Franklin, die Strapazen einer erneuten mehrjährigen Arktisexpedition auf sich zu nehmen, deren vorrangiges Ziel das Auffinden der Nordwestpassage war. Nachdem er die nötigen Gelder aufgetrieben hatte, brach er am 19. Mai 1845 mit zwei Schiffen, der Terror und der Erebus, und 129 Mann Besatzung zu einer letzten Expedition auf, von der niemand zurückkehren sollte.

## Aufklärung der Franklin-Expedition

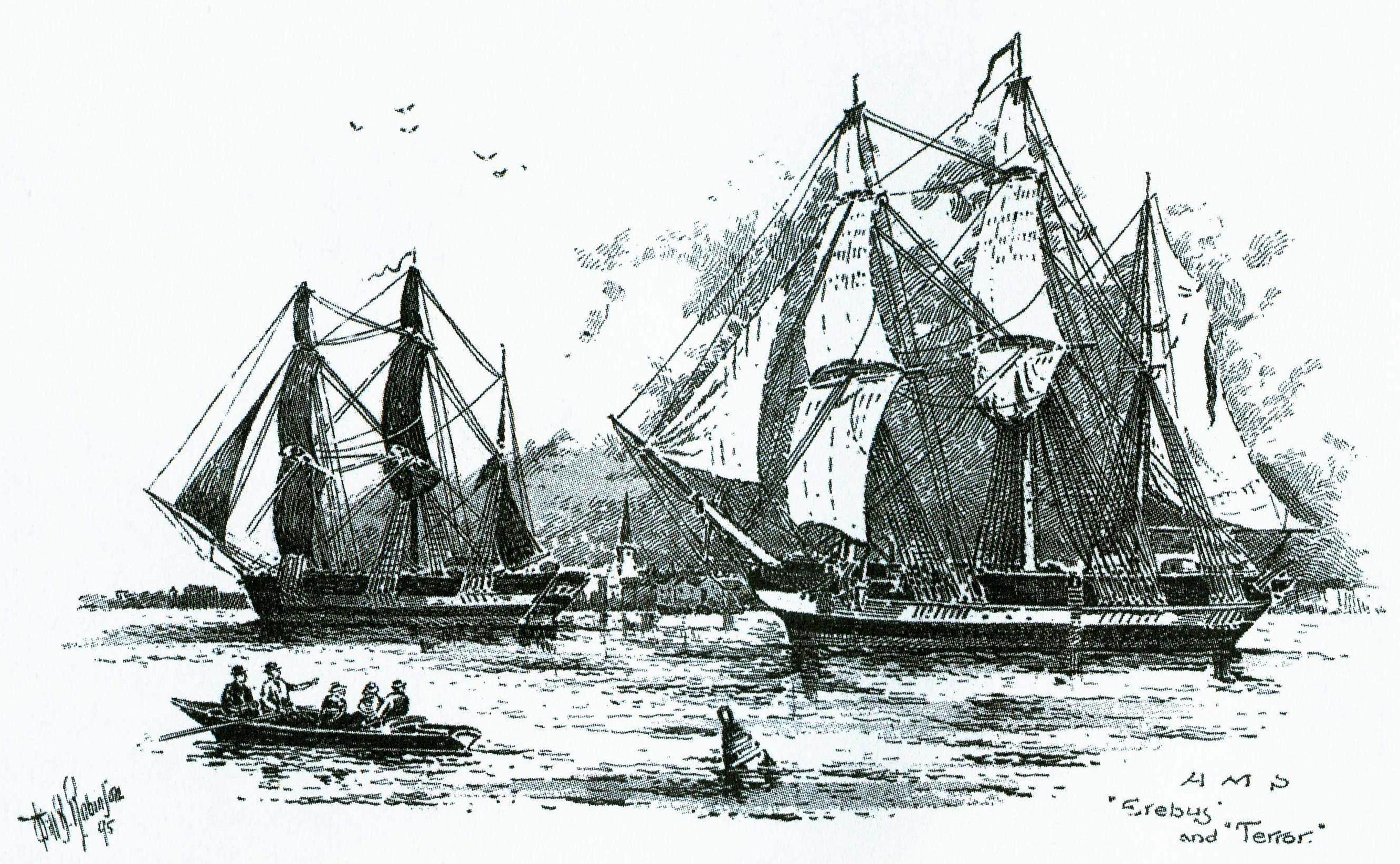
Die Schiffe der Franklin-Expedition etwa 1845 auf der Suche nach der Nordwestpassage

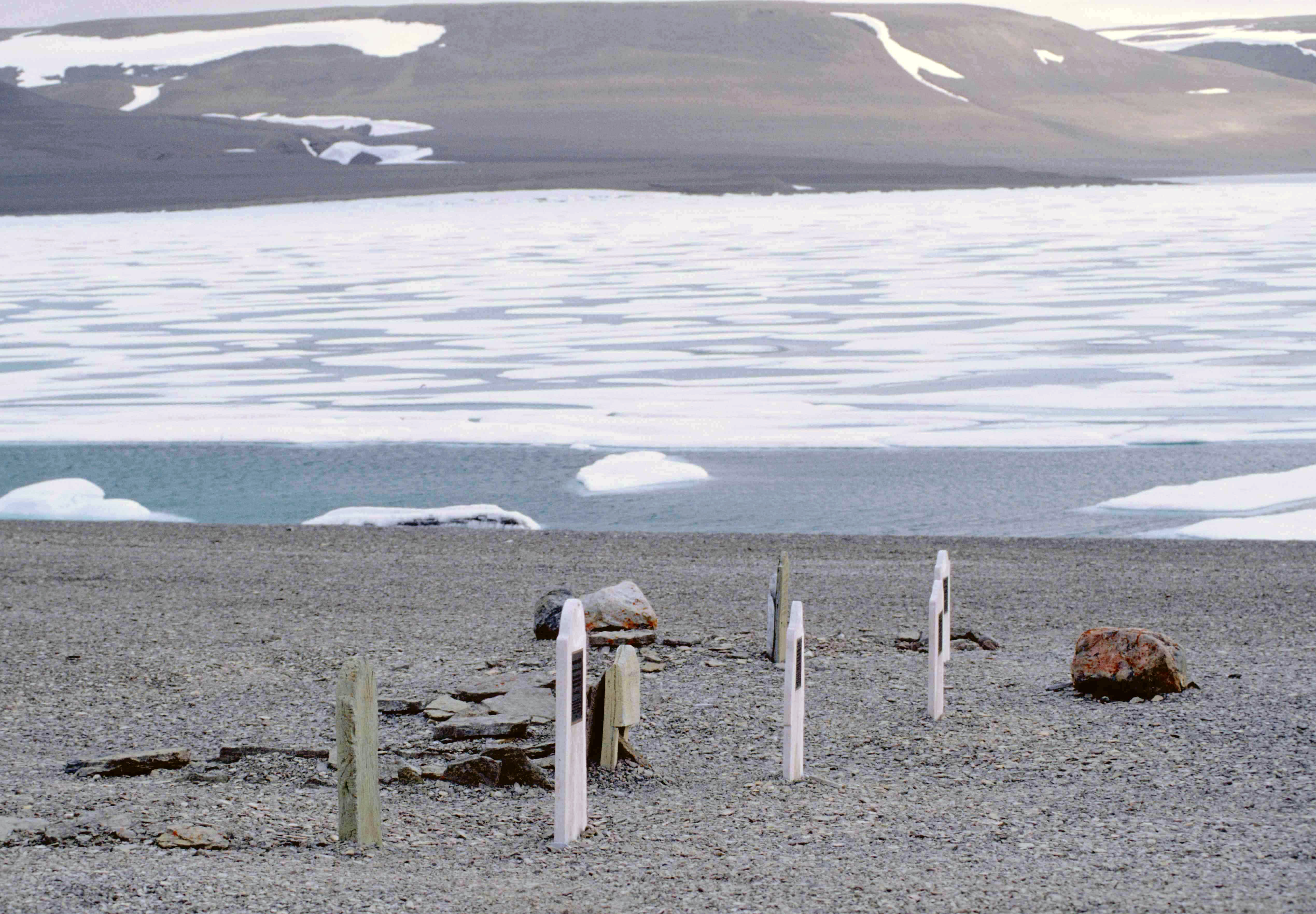
Gräber der Franklin-Expedition aus dem Jahr 1846 auf der Beechey-Insel (Blick über die Erebus and Terror Bay auf Devon Island)

In den folgenden elf Jahren wurden zahlreiche Anstrengungen unternommen, den Verbleib der Expeditionsteilnehmer zu klären. 1854 fand ein anderer Entdecker, John Rae, Hinweise auf Franklins Schicksal, und dessen zweite Frau Lady Jane Griffin finanzierte weitere Expeditionen, die nach den verschwundenen Männern suchen sollten. 1859 entdeckte eine dieser Gruppen einige Leichen und eine Notiz von Franklins Stellvertreter. Sie gab Auskunft über das Schicksal der Expedition und den Tod Franklins schon im Sommer 1847, während dem die Schiffe im Eis festsaßen.
Auch wenn die von der britischen Regierung, Franklins Witwe und dem US-amerikanischen Reeder Henry Grinnell finanzierten Expeditionen, die Mitte des 19. Jahrhunderts nach Franklin suchten, ihr eigentliches Ziel nicht erreichten, trugen sie doch wesentlich zur Erforschung und Kartographierung des kanadischen Nordens und des Kanadisch-Arktischen Archipels bei. An der Suche nach Franklin beteiligt waren unter anderem die Polarforscher Edward Belcher, Robert McClure, Elisha Kent Kane, Isaac Israel Hayes, Edward Inglefield, William Kennedy, Joseph-René Bellot, Francis Leopold McClintock, Charles Francis Hall und Edwin De Haven.
Es existieren verschiedene Theorien über das Schicksal der Expedition. Unter anderem wird vermutet, dass die Teilnehmer an einer chronischen Bleivergiftung litten, ausgelöst durch mangelhaft verlötete Konservendosen. Anlass für diese Vermutung war ein erhöhter Bleigehalt in den sterblichen Überresten einiger Teilnehmer. Andererseits konnte ein erhöhter Bleigehalt im Gewebe auch durch den jahrelangen Gebrauch von Zinnbechern oder das Trinken von verunreinigtem Wasser schon lange vor der Expedition verursacht sein, da Blei im Körper nur sehr langsam abgebaut wird. Eine Bleivergiftung führt auch nicht zwangsläufig zum Tode.
Wahrscheinlich erkrankten die überlebenden Expeditionsteilnehmer, nachdem sie im Frühjahr 1848 die beiden seit eineinhalb Jahren im Eis festgefrorenen Schiffe aufgegeben hatten, an Skorbut. Auf der King-William-Insel gefundene Knochenreste legen den Verdacht nahe, dass die letzten Überlebenden am Ende sogar dem Kannibalismus verfielen. An den Knochen einiger Expeditionsteilnehmer ließen sich eine Vielzahl typischer Schnitt- und Stichmuster nachweisen, die aus forensischer Sicht durch Zuschneiden der Leichen zum Verzehr des Fleisches entstanden.
Anfang September 2014 wurden die Überreste eines der beiden Expeditionsschiffe Franklins in der Victoria Strait geortet, wobei erst Anfang Oktober klar wurde, dass es sich dabei um die Erebus handelt. Gemäß Canadian Hydrographic Service wurde das Wrack im Queen Maud Gulf bei O’Reilly Island entdeckt.
Im September 2016, 168 Jahre nach dem Untergang, wurde schließlich auch das sehr gut erhaltene Wrack der HMS Terror weitab der vermuteten Position gefunden – in der Terror Bay, einer Bucht im Süden von King William Island. Zwei Inuit, die rund sechs Jahre früher während eines Jagdausflugs dort ein großes, wie ein Mast aussehendes Stück Holz aus dem Eis ragen gesehen hatten, gaben der Arctic Research Foundation den entscheidenden Hinweis, dort die Suche aufzunehmen. Die Besatzung des Forschungsschiffs Martin Bergmann konnte das Wrack der Terror am 3. September 2016 dort lokalisieren.
Der Umstand, dass beide Schiffe weit südlich der bisherigen Suchgebiete liegen, führte zu der Annahme, dass die HMS Terror von der verbliebenen Besatzung operativ stillgelegt wurde, die dann an Bord der HMS Erebus ging und nach Süden segelte, wo sie ihr endgültiges tragisches Schicksal fand.

## Franklin als literarische Figur
Der deutsche Schriftsteller und Historiker Sten Nadolny beschreibt Franklins Leben in seiner Romanbiographie Die Entdeckung der Langsamkeit (1983). Diese ist jedoch bewusst nicht authentisch gehalten, denn der Protagonist des Romans ist im Gegensatz zum realen Vorbild ein durch körperliche Langsamkeit gezeichneter Mensch, was dieser mit unbändigem Willen und mit modernen Idealen kompensiert.
In Dan Simmons’ Roman Terror wird die (teilweise fiktive und darüber hinaus mit Horrorelementen versetzte) Geschichte seiner letzten Expedition und deren Scheitern erzählt.
Im Roman Polarsturm von Clive Cussler wird auf die Franklin-Expedition Bezug genommen. Nach Franklins Tod fallen dort Mitglieder der Expedition durch Quecksilbervergiftungen dem Wahnsinn anheim und sterben schließlich.
Der 1955 (und 1979 in einer Überarbeitung) erschienene Roman ... und das Eis bleibt stumm von Martin Selber zeigt eine mögliche Version der Geschehnisse.
Zwischen 2011 und 2013 trat ein kindlicher John Franklin als Nebenfigur in der Comicserie MOSAIK auf, die während der Hefte 430 bis 446 die Australienexpedition von Matthew Flinders zum Handlungsmotiv machte.
Im Aufbaustrategiespiel Anno 1800 ist die Geschichte um John Franklin Teil des DLCs Die Passage, das im Season Part 1 erschien. Hierbei wurden die Namen der historischen Figuren nur verändert, die Hintergrundgeschichte bleibt erhalten. Der Spieler wird im Spiel von Lady Faithful dazu beauftragt, ihren Gatten in der Arktis zu finden, der auf einer Expedition verschollen sein soll.

## Mitgliedschaften
1823 wurde er Fellow der Royal Society und 1845 Ehrenmitglied (Honorary Fellow) der Royal Society of Edinburgh. Am 26. Januar 1846 wurde er korrespondierendes Mitglied der Académie des sciences in Paris.

## Ehrungen
Nach John Franklin wurden die Franklin Ø im Kennedy-Kanal (Grönland), die Franklin Strait in der Arktis und die Franklin-Insel im antarktischen Rossmeer benannt. Mittelbar ist er Namensgeber für die Franklin Shoals vor der Franklin-Insel und vermutlich auch für die Landspitze Franklin Point von Intercurrence Island im antarktischen Palmer-Archipel.
Die kanadische Regierung, vertreten durch den für das Historic Sites and Monuments Board of Canada zuständigen Minister, ehrte am 16. Mai 1945 Franklin für seine Leistungen bei der Erforschung der Arktis und erklärte ihn zu einer „Person von nationaler historischer Bedeutung“. Das kleine Fort bei Déline am Keith-Arm des Großen Bärensees, welches zwischen 1825 und 1827 Franklins zweiter Überlandexpedition als Überwinterungsplatz diente, wurde am 5. Juni 1996 als „Déline Fishery / Franklin’s Fort National Historic Site of Canada“ zur National Historic Site of Canada erklärt.

## TV-Dokumentationen
- Die legendäre Nordwest-Passage in Alaska – Franklins tragische Expedition von Louise Osmond (Channel 4 / 2004)
- Die verschwundene Expedition von Peter Bate (Irland 2005)
- Quarks & Co: Das Schicksal der Franklin Expedition (Memento vom 30. April 2013 im Internet Archive) (10. Februar 1998)
- Terra X: Drama im ewigen Eis: Die verschollene Expedition des John Franklin (28. Februar 2016)